# (36184) Pavelbožek
(36184) Pavelbožek est un astéroïde de la ceinture principale.

## Description
(36184) Pavelbožek est un astéroïde de la ceinture principale. Il fut découvert le 14 octobre 1999 à Ondřejov par Lenka Šarounová. Il présente une orbite caractérisée par un demi-grand axe de 2,39 UA, une excentricité de 0,15 et une inclinaison de 0,4° par rapport à l'écliptique.